# 初富稲荷神社
初富稲荷神社（はつとみいなりじんじゃ）は、千葉県鎌ケ谷市初富本町にある神社である。
初富の鎮守様として知られている。

## 祭神
- 宇迦之御魂神
- 佐田彦大神
- 大宮能売大神
- 田中大神
- 四之大神

## 由緒
明治初期の旧幕府の武士による初富地区の開拓が始まり、ご守護と繁栄を願うため、伏見稲荷大社より御分神を遷奉したのが始まりである。
地名：”初富”の総鎮守として知られるようになった。

## 境内社
古峯神社　天満宮

## 交通
- 北総鉄道北総線、京成電鉄松戸線、東武野田線、成田スカイアクセスの新鎌ヶ谷駅から徒歩10分。

## リンク
公式サイト